# Don Whittington

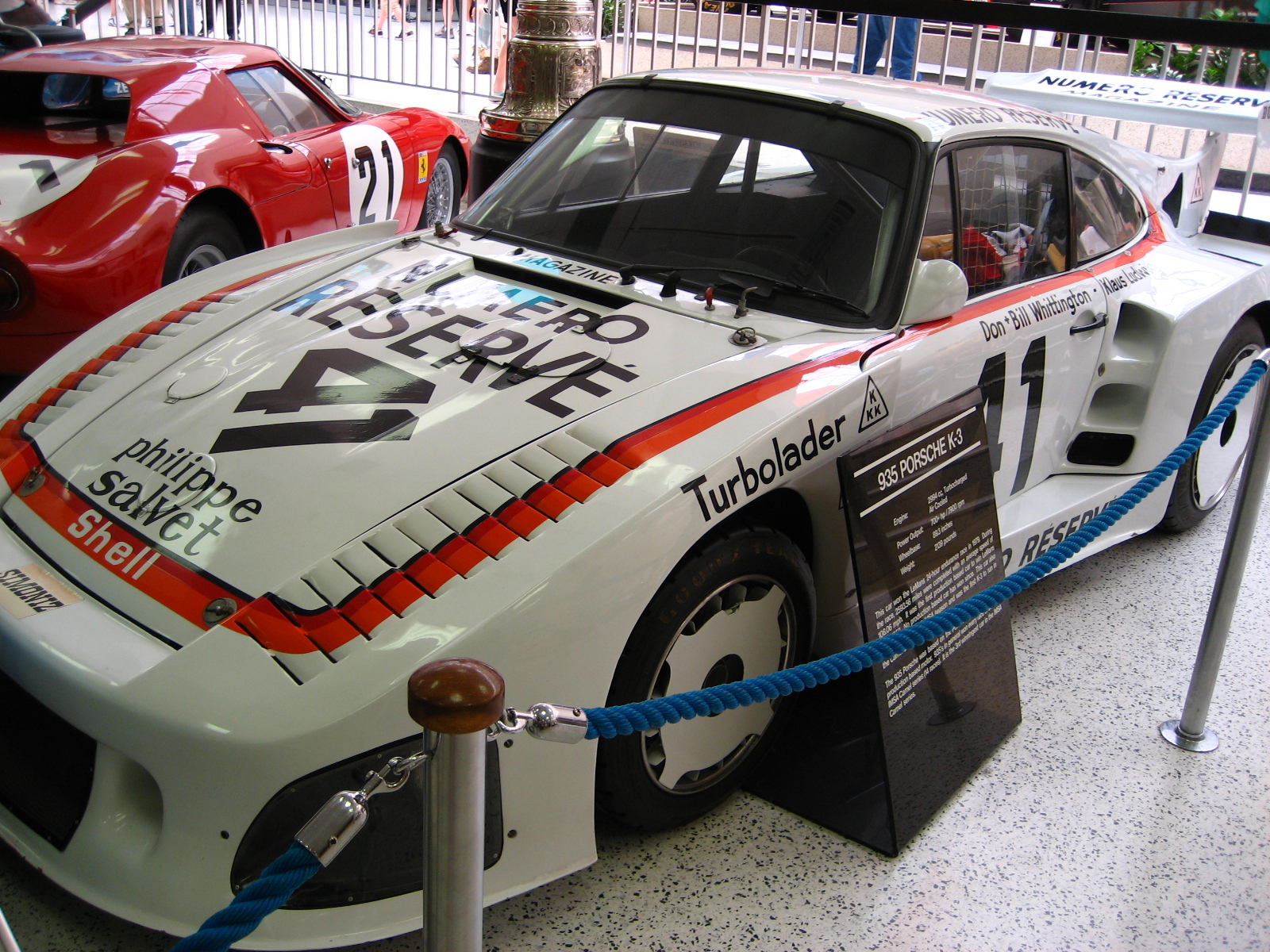
Der Porsche 935K3 mit dem Don und Bill Whittington das 24-Stunden-Rennen von Le Mans 1979 gewannen

Reginald Donald „Don“ Whittington (* 23. Januar 1946 in Lubbock) ist ein ehemaliger US-amerikanischer Autorennfahrer und der Bruder von Bill und Dale Whittington.

## Karriere
Don  Whittington begann seine Karriere in der US-amerikanischen Sportwagenszene. Gemeinsam mit seinem Bruder Bill bestritt er Sportwagenrennen mit den Porsche-Typen 934 und 935. Seinen größten internationalen Erfolg im Motorsport feierte er 1979, als er gemeinsam mit seinem Bruder Bill und Klaus Ludwig das 24-Stunden-Rennen von Le Mans gewinnen konnte.
1980 wechselte er in den Monoposto-Sport und fuhr sechs Jahre in der USAC-Rennserie. Fünfmal war er zwischen 1980 und 1985 auch beim 500-Meilen-Rennen von Indianapolis am Start. Seine beste Platzierung am Indianapolis Motor Speedway war der sechste Rang 1982. In den frühen 1980er-Jahren (1980 und 1981) war der US-Amerikaner auch bei zehn NASCAR-Rennen engagiert.
1984 gründete Whittington – der auch immer wieder Flugrennen bestritt – gemeinsam mit Randy Lanier und Marty Hinze einen Rennstall, das Blue Thunder Racing Team.
1986 kam er mit dem Gesetz in Konflikt. Er wurde wegen Steuerhinterziehung zu 18 Monaten Haft und zu einer Strafzahlung von 5 Millionen US-Dollar verurteilt. Weit schlimmer erwischte es seinen Bruder Bill, der wegen Steuerhinterziehung und Drogenschmuggel – er schmuggelte Marihuana – zu 15 Jahren Haft verurteilt wurde. Auch Don Whittington wurde im Drogenprozess angeklagt, nachdem Bill jedoch auf schuldig plädiert hatte, wurde die Anklage gegen ihn fallen gelassen. Nach Verbüßung der Haft stieg er ins Fluggeschäft ein und gab als Partner von Bruder Dale ein Comeback im nordamerikanischen Sportwagensport, trat 2000 aber endgültig zurück.

## Statistik

### Le-Mans-Ergebnisse
| Jahr | Team                        | Fahrzeug       | Teamkollege      | Teamkollege      | Platzierung | Ausfallgrund       |
| ---- | --------------------------- | -------------- | ---------------- | ---------------- | ----------- | ------------------ |
| 1978 | Whittington Brothers Racing | Porsche 935/77 | Bill Whittington | Franz Konrad     | Ausfall     | Unfall             |
| 1979 | Porsche Kremer Racing       | Porsche 935 K3 | Bill Whittington | Klaus Ludwig     | Gesamtsieg  |                    |
| 1980 | Whittington Brothers Racing | Porsche 935 K3 | Hurley Haywood   | Dale Whittington | Ausfall     | Kraftübertragung   |
| 1981 | Porsche Kremer Racing       | Porsche 935 K3 | Bill Whittington | Ted Field        | Ausfall     | Zylinder überhitzt |

### Sebring-Ergebnisse
| Jahr | Team                        | Fahrzeug             | Teamkollege      | Teamkollege      | Teamkollege | Platzierung     | Ausfallgrund |
| ---- | --------------------------- | -------------------- | ---------------- | ---------------- | ----------- | --------------- | ------------ |
| 1978 | Whittington Bros.           | Porsche 934/5        | Russ Boy         |                  | Rang 22     |                 |              |
| 1979 | Whittington Bros. Racing    | Porsche 935/79       | Bill Whittington |                  | Ausfall     | Unfall          |              |
| 1980 | Whittington Brothers Racing | Porsche 935K3        | Bill Whittington | Dale Whittington | Rang 3      |                 |              |
| 1981 | Whittington Brothers Racing | Porsche 935K3        | Bill Whittington | Dale Whittington | Ausfall     | Motorschaden    |              |
| 1982 | T-Bird Swap Shop            | Porsche 935K3        | Bill Whittington | Marty Hinze      | Ausfall     | Defekt          |              |
| 1983 | Henn’s Swap Shop Racing     | Porsche 935K3        | Bill Whittington |                  | Rang 11     |                 |              |
| 1985 | T-Bird Swap Shop            | Porsche 935KL        | Bob Wollek       | Preston Henn     | Ausfall     | Defekt          |              |
| 1999 | Whittington Brothers        | Riley & Scott Mk III | Hurley Haywood   | Dale Whittington | Ausfall     | Zündungsschaden |              |
| 2000 | Intersport Racing           | Lola B98/10          | Jon Field        | Dale Whittington | Rang 21     |                 |              |

### Einzelergebnisse in der Sportwagen-Weltmeisterschaft
| Saison | Team                                                           | Rennwagen                          | 1   | 2   | 3   | 4   | 5   | 6   | 7   | 8   | 9   | 10  | 11  | 12  | 13  | 14  | 15  | 16  | 17  |
| ------ | -------------------------------------------------------------- | ---------------------------------- | --- | --- | --- | --- | --- | --- | --- | --- | --- | --- | --- | --- | --- | --- | --- | --- | --- |
| 1978   | Whittington Brothers Roger Mandeville                          | Porsche 934 Porsche 935 Mazda RX-2 | DAY | SEB | MUG | TAL | DIJ | SIL | NÜR | LEM | MIS | DAY | WAT | VAL | ROD |     |     |     |     |
| 1978   | Whittington Brothers Roger Mandeville                          | Porsche 934 Porsche 935 Mazda RX-2 |     | 22  |     | 2   |     |     |     |     |     | DNF | DNF |     | 6   |     |     |     |     |
| 1979   | Whittington Brothers Kremer Racing Amos Johnson Scorpio Racing | Porsche 935 AMC Spirit             | DAY | SEB | MUG | TAL | DIJ | RIV | SIL | NÜR | LEM | PER | DAY | WAT | SPA | BRH | ROA | VAL | ELS |
| 1979   | Whittington Brothers Kremer Racing Amos Johnson Scorpio Racing | Porsche 935 AMC Spirit             | 4   | DNF |     |     |     | 1   |     |     | 1   |     | 1   | 1   |     |     |     |     | 1   |
| 1980   | Whittington Brothers Mandeville Racing                         | Porsche 935 Mazda RX-3             | DAY | BRH | SEB | MUG | MON | RIV | SIL | NÜR | LEM | DAY | WAT | SPA | MOS | ROA | VAL | DIJ |     |
| 1980   | Whittington Brothers Mandeville Racing                         | Porsche 935 Mazda RX-3             | 16  |     | 3   |     |     | DNF |     |     | DNF | 17  | 9   |     |     |     |     |     |     |
| 1981   | Whittington Brothers                                           | Porsche 935                        | DAY | SEB | MUG | MON | RIV | SIL | NÜR | LEM | PER | DAY | WAT | SPA | MOS | ROA | BRH |     |     |
| 1981   | Whittington Brothers                                           | Porsche 935                        | DNF | DNF |     |     |     |     |     |     |     |     |     |     |     |     |     |     |     |